# Sanhadża
Sanhadża (Sanhaja, Sanhadja) wraz z Zenata i Masmuda była jedną z największych berberyjskich konfederacji plemiennych Maghrebu. 
Plemiona Sanhadża osiadły najpierw na północnej Saharze. Po nadejściu islamu rozciągnęli się w Sudanie, aż do rzek Senegal i Niger. Od IX stulecia zaczęli się osiedlać w środkowym Atlasie, górach Rif oraz na atlantyckim wybrzeżu Maroka. Część plemion Sanhadża osiadła we wschodniej Algierii (Kutama) i odegrała znaczną rolę w rozwoju Fatymidów. Dynastie Zirydów i Hammadydów kontrolowały Ifrikiję aż do XII wieku.
W roku 826, pod wodzą Tilantana na obszarze dzisiejszej Mauretanii utworzone zostało plemienne królestwo Masufa i Lamtuna, które kontrolowało zachodni transsaharyjski szlak handlowy i walczyło z królestwami Sudanu. Chociaż imperium to upadło na początku X stulecia, misjonarz i teolog Ibn Jasin zdołał połączyć plemiona przymierzem z Almorawidami w połowie XI wieku. Konfederacja ta następnie zdobyła Maroko, zachodnią Algierię i Andaluzję w Hiszpanii oraz Imperium Ghany.
Po najeździe Maghrebu przez arabskie plemię Banu Hilal w XI stuleciu Sanhadża byli stopniowo arabizowani. Kabylowie z Algierii oraz kilka plemion mauryjskich w Mauretanii i Sahrawi na Saharze Zachodniej są potomkami szczepu Kutama, chociaż często powierzchownie arabizowani, zachowują ważne elementy kultury i społeczności Sanhadża.